# Pterostichus duratii
Pterostichus duratii is een keversoort uit de familie van de loopkevers (Carabidae). De wetenschappelijke naam van de soort is voor het eerst geldig gepubliceerd in 1835 door A. & G.B.Villa.